# Frédéric IV de Saxe-Gotha-Altenbourg
Frédéric IV, né le 28 novembre 1774 à Gotha et mort le 11 février 1825 à Gotha, est duc de Saxe-Gotha-Altenbourg de 1822 à sa mort.

## Biographie
Second fils d'Ernest II de Saxe-Gotha-Altenbourg et de Charlotte de Saxe-Meiningen, Frédéric IV devient duc à la mort de son frère Émile-Auguste.
Il prend part aux guerres napoléoniennes et y reçoit des blessures qui lui laissent une santé médiocre. Fréquemment absent de son duché pour recevoir des soins, il laisse une grande partie de ses pouvoirs à son éminence grise, Bernard Auguste Lindenau.
Jamais marié, Frédéric IV meurt en 1825, et avec lui s'éteint la lignée de Saxe-Gotha-Altenbourg. Ses possessions sont divisées entre les autres branches de la maison de Wettin. Gotha revient notamment à Ernest Ier de Saxe-Cobourg-Saalfeld, qui prend dès lors le titre de duc de Saxe-Cobourg et Gotha.